# Mark Whitehead
Mark Whitehead (Bell (Californië), 14 februari 1961 – 6 juli 2011) was een Amerikaans baanwielrenner. Whitehead nam in 1984 deel aan de Olympische Zomerspelen. Tevens won hij tien nationale titels.
Whitehead overleed op 50-jarige leeftijd tijdens een baanwielrenkampioenschap voor junioren in Texas.

## Belangrijkste overwinningen
1979
- Nationaal kampioen ploegenachtervolging (amateurs)

1983
- Nationaal kampioen 1000 m (U23)

1984
- Nationaal kampioen ploegenachtervolging (amateurs)

1985
- Nationaal kampioen ploegenachtervolging (amateurs)
- 5e etappe United Texas Tour